# Vera Molnár
Vera Molnár (Budapest, Regne d'Hongria, 5 de gener de 1924 - 7 de desembre de 2023) va ser una artista francesa d'origen hongarès. És considerada una pionera de l'art computacional i l'art generatiu, i també és una de les primeres dones a usar ordinadors en la seva pràctica artística. Les seves obres es troben en museus rellevants d'arreu del món. El 2007 li va ser atorgat el reconeixement de l'Ordre de les Arts i les Lletres de França.

## Trajectòria
Va néixer el 1924 a Hongria. La seva formació artística va començar seguint l'escola tradicional. Va estudiar la diplomatura d'història de l'art i estètica a l'Escola de Belles arts de Budapest.
Va crear les seves primeres imatges no figuratives el 1946. Eren pintures abstractes, geomètriques, determinades sistemàticament. El 1947 va rebre una beca per a artistes per a estudiar a Roma, en la Vila Giulia, i poc després es va traslladar a França, on continua residint. Va començar a realitzar imatges combinatòries en 1959.
A la dècada de 1960, va cofundar diversos grups de recerca artística. El primer, el 1960, va ser el Groupe de Recherche d'Art Visuel, que investigà enfocaments col·laboratius de l'art mecànic i cinètic. El segon, va ser Art et Informatique, amb un enfocament en la intersecció entre l'art i la informàtica. Molnár va aprendre alguns dels primers llenguatges de programació, com Fortran i Basic, i va obtenir accés a una computadora en un laboratori de recerca a París, on va començar a fer dissenys amb ordinador, fent servir un traçador gràfic (plotter). Ell 1968 va començar a treballar regularment amb ordinadors, amb els quals creava dibuixos i pintures algorítmiques basades en formes geomètriques simples i temes geomètrics, convertint-se en una de les pioneres de l'art computacional.

## Llegat
Molnár va formar part de l'exposició de 2010 "On Line: Drawing Through the Twentieth Century" en el Museu d'Art Modern de Nova York. L'exposició mostrava la història del dibuix de línies.
El 2015 va realitzar una exposició retrospectiva anomenada "Respecte a l'infinit | Dibuixos 1950-1987", a la Galeria Senior & Shopmaker, a la ciutat de Nova York.

## Premis
En 2005 va rebre el Premi DAM d'Arts Digitals per la seva carrera artística.
L'exposició (Un)Ordnung. (Dés)Ordre en el Museu Haus Konstruktiv, va mostrar els seus primers dibuixos a mà alçada mai abans exposats, incloent obres des de finals de la dècada de 1960.
Va ser guardonada amb l'Ordre de les Arts i les Lletres de França el 2007 i va guanyar el premi al mèrit destacat AWARE el 2018.
Va ser una dels 213 artistes participants en la 59a Biennal de Venècia el 2022. El tema de la Biennal de Venècia d'aquesta edició fou "Desafiar la idea dels homes com el centre de l'univers'".

## Col·leccions
- Frac Lorraine, França[23]
- Museu de Belles arts de Houston[24]
- Museu d'Art Modern, Nova York[8]
- Museu Ritter, Waldenbuch, Alemanya[25]
- Biblioteca i Museu Morgan[26]
- Galeria Nacional d'Art, Washington D. C.[27]
- Museu Tate, Londres[28]
- Museu Victoria and Albert, Londres[2]